# Buenavista, Teocaltiche
Buenavista är en ort i Mexiko.   Den ligger i kommunen Teocaltiche och delstaten Jalisco, i den centrala delen av landet, 400 km nordväst om huvudstaden Mexico City. Buenavista ligger 1 864 meter över havet och antalet invånare är 105.
Terrängen runt Buenavista är en högslätt. Runt Buenavista är det ganska glesbefolkat, med 42 invånare per kvadratkilometer. Närmaste större samhälle är Teocaltiche, 14,0 km söder om Buenavista. Trakten runt Buenavista består i huvudsak av gräsmarker.